# Полюшкино
По́люшкино (до 1948 года Бурчи́; укр. Полюшкіне, крымскотат. Burçı, Бурчы) — исчезнувшее село в Красногвардейском районе Республики Крым, располагавшееся на востоке района, в степной части Крыма, примерно в 2,5 километрах к северо-западу от села Зерновое.

## История
Первое документальное упоминание села встречается в Камеральном Описании Крыма… 1784 года, судя по которому, в последний период Крымского ханства Байте Римен входил в Кучук Карасовский кадылык Карасубазарского каймаканства.
Видимо, вследствие эмиграции крымских татар в Турцию, последовавшую вслед за присоединением Крыма к России 8 февраля 1784 года, деревня опустела и встречается на военно-топографической карте генерал-майора Мухина 1817 года, где деревня Бурча и обозначена как пустующая, на карте 1836 года в деревне Бурче 8 дворов, а на карте 1842 года Бурчек обозначен условным знаком «малая деревня», то есть, менее 5 дворов.
В 1860-х годах, после земской реформы Александра II, деревню приписали к Зуйской волости. В «Списке населённых мест Таврической губернии по сведениям 1864 года», составленном по результатам VIII ревизии 1864 года, Бурчи — владельческая татарская деревня с 2 дворами, 9 жителями и мечетью при колодцах. По обследованиям профессора А. Н. Козловского начала 1860-х годов, в селении имелись колодцы с пресной водой глубиной 10—15 саженей (21—33 м). На трёхверстовой карте 1865—1876 года в деревне Бурче обозначено 10 дворов, но в «Памятной книге Таврической губернии 1889 года» уже не значится.
Вновь хутор Бурчи Табулдинской волости Симферопольского уезда, с 36 жителями в 14 дворах встречается в «…Памятной книжке Таврической губернии на 1900 год». По Статистическому справочнику Таврической губернии. Ч.II-я. Статистический очерк, выпуск шестой Симферопольский уезд, 1915 год, в Табулдинской волости Симферопольского уезда числились 3 греческих хутора Бурчи: Максимовского Г. Ф. (101 десятина удобной земли), Кондораки В. О. и Н. И. (396 десятин удобной земли) и наследников Кондораки (633 десятины) — во всех по 1 двору без населения.
После установления в Крыму Советской власти и учреждения 18 октября 1921 года Крымской АССР, в составе Симферопольского уезда был образован Биюк-Онларский район, в состав которого включили село. В 1922 году уезды получили название округов. 11 октября 1923 года, согласно постановлению ВЦИК, в административное деление Крымской АССР были внесены изменения, в результате которых был ликвидирован Биюк-Онларский район и село включили в состав Симферопольского. Согласно Списку населённых пунктов Крымской АССР по Всесоюзной переписи 17 декабря 1926 года, на хуторе Бурчи Старые, Джага-Шейх-Элинского сельсовета Симферопольского района, числилось 7 дворов, из них 6 крестьянских, население составляло 29 человек, из них 24 русских и 4 украинца. Постановлением КрымЦИКа от 15 сентября 1930 года был вновь создан Биюк-Онларский район (указом Президиума Верховного Совета РСФСР № 621/6 от 14 декабря 1944 года переименованный в Октябрьский), теперь как немецкий национальный (лишённый статуса национального постановлением Оргбюро ЦК КПСС от 20 февраля 1939 года) немецкий, село включили в его состав.
В 1944 году, после освобождения Крыма от фашистов, 12 августа 1944 года было принято постановление № ГОКО-6372с «О переселении колхозников в районы Крыма», по которому в район из Винницкой и Киевской областей переселялись семьи колхозников. С 25 июня 1946 года селение в составе Крымской области РСФСР. Указом Президиума Верховного Совета РСФСР от 18 мая 1948 года, Бурчи переименовали в Полюшкино. 26 апреля 1954 года Крымская область была передана из состава РСФСР в состав УССР. Время включения в Ровновский сельсовет пока не установлено: на 15 июня 1960 года село уже числилось в его составе. Ликвидировано к 1968 году (согласно справочнику «Крымская область. Административно-территориальное деление на 1 января 1968 года» — в период с 1954 по 1968 годы).